# Räddningsstation Käringön
Räddningsstation Käringön är en av Sjöräddningssällskapets räddningsstationer.
Räddningsstation Käringön ligger på Käringön. Den inrättades 1920 och har 36 frivilliga. 
Det första fartyget på stationen var Räddningskryssaren Justus A Waller 1920, som var byggd 1919 på Fridshems varv i Lysekil. Hon omstationerades 1962 till Gryts sjöräddningsstation och ersattes av den 1930 byggda räddningskryssaren Dan Broström och kompletterades 1967 med den nybyggda, stora räddningskryssaren Broström, vilken fram till 2018 tjänstgjorde på Räddningsstation Käringön. Andra båtar har varit Greta Hansson från 1976 och hennes ersättare Ellen Landin av Eskortenklassen från 1988.
Den första vattenjetbåten, Rescue Lars Prytz av Victoriaklass, levererades 1998, ersatt av systerbåten Rescue Ilse Sanne 2007. Lars Prytz överfördes till Räddningsstation Holmsund.

## Räddningsfarkoster
- Rescue Mai Rassy, ett 15,3 meter långt räddningsfartyg av Hallberg-Rassyklass, byggd 2020
- Rescue Sten A Olsson, en 11,8 meter lång täckt båt av Victoriaklass, tillverkad 2015
- Rescue Hans Kjellberg en 8,4 meter lång öppen båt av Gunnel Larssonklass, byggd 2019
- Rescue Märtha en 8,4 meter lång öppen båt av Gunnel Larssonklass, tillverkad 2009
- 3-32 Rescuerunner Bohus.se, byggd 2007
- Rescuerunner Nisse, byggd 2014
- 3-24 Rescuerunner Mimmi Eliasson, byggd 2017
- Rescuerunner Majsan, byggd 2019
- Rescuerunner Klas Högberg, byggd 2020
- Miljövårdssläp Lysekil, 9,85 meter, byggd av Marine Alutech

## Tidigare räddningsfarkoster
- Rescue 8-34, en 8,4 meter lång, öppen räddningsbåt av Gunnel Larssonklass, byggd 2013
- 8-18 Rescue Hedvig, en 8,4 meter lång, öppen räddningsbåt av Gunnel Larssonklass, byggd 2007, flyttad till Räddningsstation Lönnånger
- 3-08 Rescuerunner Michael Waerneman
- 3-35 Rescuerunner Pierre Hed
- 5-03 Rescue Dan, en 5,4 meter lång ribbåt, byggd 1995
- Rescue Karin Sanne, hydrokopter, byggd 2012 av  Artic Airboats i Finland
- Räddningskryssaren Justus A. Waller, 1920–1962, överförd till Räddningsstation Fyrudden i Fyrudden i Gryts skärgård
- Rescue Ellen Larsson av Eskortenklass, 1988–1998, överförd till Räddningsstation Visingsö
- Rescue Broström, isgående livräddningskryssare, 1967-2018